# Cheiloneurus swezeyi
Cheiloneurus swezeyi är en stekelart som beskrevs av William Harris Ashmead 1903. Cheiloneurus swezeyi ingår i släktet Cheiloneurus och familjen sköldlussteklar. Inga underarter finns listade i Catalogue of Life.